# Varennes, Vienne
Varennes là một xã, tọa lạc ở tỉnh Vienne trong vùng Nouvelle-Aquitaine, Pháp. Xã này có diện tích 12,8 kilômét vuông, dân số năm 2006 là 357 người. Xã nằm ở khu vực có độ cao trung bình 96 m trên mực nước biển. 

## Hành chính
| Danh sách các xã trưởng |               |                 |      |         |
| Giai đoạn               | Giai đoạn     | Tên             | Đảng | Tư cách |
| mars 2001               | réélu en 2008 | Michel Gingreau |      |         |

## Biến động dân số
| 1962                                                            | 1968 | 1975 | 1982 | 1990 | 2006 | 2006 |
| --------------------------------------------------------------- | ---- | ---- | ---- | ---- | ---- | ---- |
| 285                                                             | 287  | 256  | 258  | 275  | 326  | 357  |
| Nombre retenu à partir de 1962: Population sans doubles comptes |      |      |      |      |      |      |